# San (literă)

Litera grecească San, majusculă și minusculă

Utilizarea lui San în scriere corintică arhaică; ciob inscripționat cu o listă de nume, circa 700 î.Hr.. Textul:
]........ΑΝΤΑΣ:ΧΑ.....ΚΕΑΣ:ΑΝΓΑΡΙΟΣ...ΑΥϜΙΟΣ:ΣΟΚΛΕΣ:.ΤΙΔΑΣ:ΑΜΥΝΤΑΣΤΟΙ ΜΑΛΕϘΟ:ΚΑΙ.[

San (majuscula: Ϻ) este o literă arhaică a alfabetului grec. Forma sa este asemănătoare cu cea a M-ului modern, sau cu forma modernă a literei grecești sigma (Σ), iar ea a fost folosită ca o alternativă pentru sigma, reprezentând sunetul /s/. Spre deosebire de sigma, ce se afla între ro (Ρρ) și Tau (Ττ), San se afla între pi (Ππ) și koppa (Ϙϙ) în ordinea aflabetică.